# Đuro Francišković
Đuro Francišković, hrvatski komediograf. Na njega je utjecao Matija Poljaković, hrvatski književnik koji je od pedesetih do sedamdesetih godina 20. st. bio 'kućni pisac' subotičkog kazališta, iz njega udaljen u vrijeme hrvatskog proljeća. Poljakovićeva pojava ohrabrila je Franciškovića i druge koji se žele obznaniti pisanjem kazališnog teksta na temu bunjevačkih Hrvata.
Po motivima Franciškovićeva teksta hrvatski književnik Marjan Kiš napisao je djelo Č'a Grgina huncutarija.